# Morjana Alaoui
Morjana Alaoui (tiếng Ả Rập: مرجانة العلوي; sinh ngày 30 tháng 11 năm 1982)  là một nữ diễn viên người Ma-rốc - Pháp. Cô xuất hiện trong Marock (2005) và bộ phim kinh dị Martyrs (2008) của Pascal Laugier.

## Tiểu sử
Alaoui dành cuộc sống đầu đời của mình trong khu phố Arfa ở Casablanca, Morocco, và học tại trường Casablanca American. Năm 18 tuổi, Alaoui chuyển đến Paris, Pháp, nơi cô theo học tại Đại học Paris của Mỹ. Khi đang theo học tại trường đại học, cô đã gặp đạo diễn Laila ERICchi, người đề nghị cho cô một vai trong bộ phim Marock (2005). Marock được giới phê bình đánh giá cao và cung cấp danh tiếng quốc gia Alaoui. Năm 2007, cô bắt đầu quay phim Martyrs, mà cô cũng được biết đến. Năm 2016 Alaoui đóng vai chính trong phim kinh dị tâm lý Broken của đạo diễn Shaun Robert Smith 

## Đóng phim
| Năm  | Tên phim                                          | Vai trò       | Ghi chú    |
| ---- | ------------------------------------------------- | ------------- | ---------- |
| 2004 | Haters                                            | Elise Collier |            |
| 2005 | Marock                                            | Rita          |            |
| 2008 | Martyrs                                           | Anna          |            |
| 2009 | The Two Lives of Daniel Shore                     | Imane         |            |
| 2010 | Le Rodba                                          | Nina          | Phim ngắn  |
| 2010 | Golakani Kirkuk                                   | Najla         |            |
| 2011 | Các lực lượng đặc biệt                            | Maina         |            |
| 2013 | Rock the Casbah                                   | Sofia         |            |
| 2013 | Kẻ phản bội                                       | Jad           |            |
| 2014 | Hỗn hợp                                           | Lyla          |            |
| 2014 | Lều đỏ                                            | À             | Bộ sưu tập |
| 2016 | Tan vỡ (hay còn gọi là Huyền thoại về sự vô vọng) | Evie          |            |
| 2017 | Burnout                                           | Ines          |            |